# Suebi

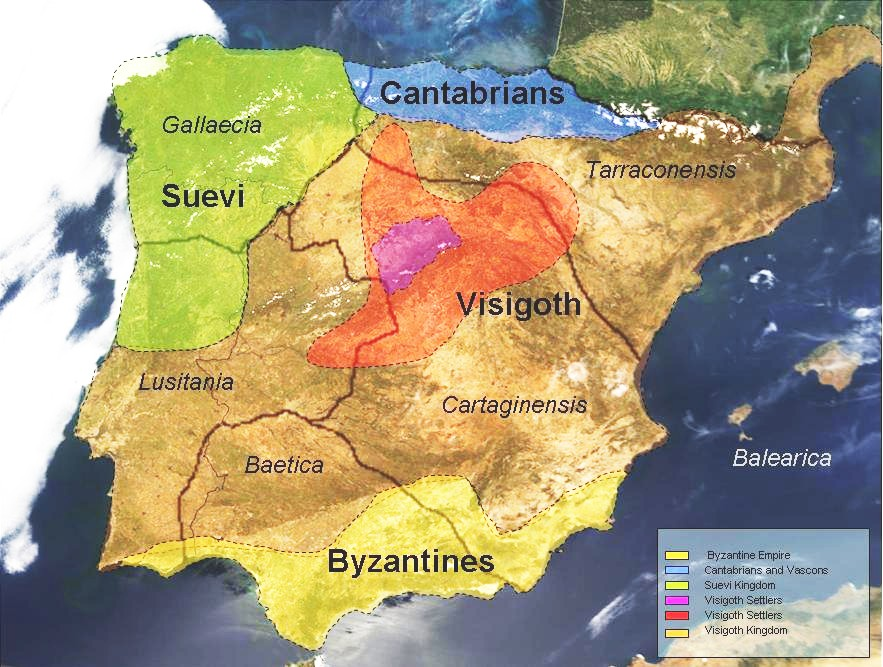
Peninsula Iberică în jurul anului 560 AD

Suebii (în latină Suēbi sau Suevi) au fost un popor germanic care au venit de la Marea Baltică și au înființat Regatul Galiciei în Peninsula Iberică.
Ei au fost menționați pentru prima oară de către Iulius Cezar în legătură cu campania împotriva lui Ariovistus din jurul anului 58 î.Hr.. Ariovistus a fost învins de Cezar.
Unii suebi au rămas o amenințare periodică la adresa romanilor pe râul Rin până când, spre sfârșitul imperiului, alianța Alamanni, care includea și suebi, a distrus apărarea romană și a ocupat Alsacia, Bavaria și Elveția. Cu excepția unei mici zone în Bavaria și a migranților spre Gallaecia (Galicia modernă, în Spania și nordul Portugaliei), nu s-a mai auzit nimic despre suebi. 